# Cumberland (Iowa)
Cumberland – miasto w Stanach Zjednoczonych, w stanie Iowa, w hrabstwie Cass.

## Demografia
W 2000 liczyło 281 mieszkańców. W 2023 liczba mieszkańców spadła do 250 osób, a gęstość zaludnienia poniżej 157 osób/km².